# Caterino Mazzolà
Caterino Tommaso Mazzolà (Longarone, 18 gennaio 1745 – Venezia, 16 luglio 1806) è stato un librettista e poeta italiano.

## Biografia

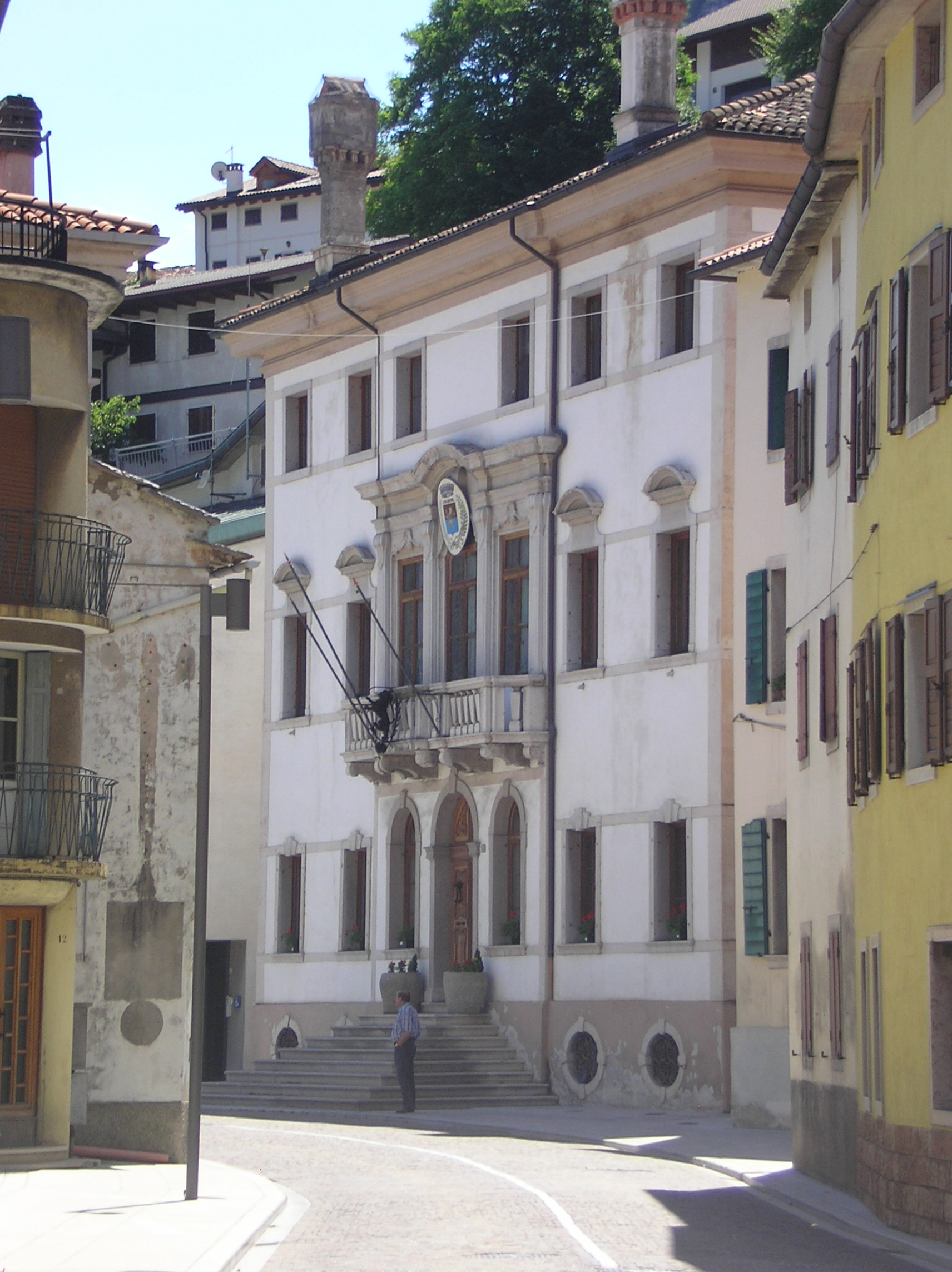
Palazzo Mazzolà, oggi municipio di Longarone.

Nasce da Domenico e Francesca Pellizzaroli, terzo di otto figli. I Mazzolà erano di origini muranesi, ma si erano trasferiti a Longarone ai primi del Seicento per seguire il commercio del legname a cui si dedicavano. Nel 1747 la famiglia si trasferisce in un nuovo palazzo nel centro di Longarone, attuale sede del municipio.
Incerta la sua formazione. È probabile che abbia compiuto i primi studi nella città natale, per poi trasferirsi a Venezia dove avrebbe frequentato la scuola dei Gesuiti. Di sicuro fu istruito dai Somaschi del seminario di Treviso, dal quale esce con gli ordini minori e il titolo di abate.
Da Treviso passa poi stabilmente a Venezia dove comincia a dedicarsi appieno alle lettere e al teatro.
Il primo approccio con la letteratura è del 1765, un sonetto di circostanza scritto per una cerimonia nuziale. L'anno successivo pubblica una traduzione dal francese (ne uscirono subito due edizioni) e ancora, nel 1771, esce una traduzione dell'Edipo di Voltaire, in un volume che, tra l'altro, raccoglieva lavori analoghi di Gasparo Gozzi e Melchiorre Cesarotti.
Frattanto comincia a sperimentare il teatro: compone il dramma Ruggiero, musicato da Pietro Alessandro Guglielmi e rappresentato a Venezia nel 1769.
Le dediche che riportano questi primi lavori riportano gli ambienti culturali che Mazzolà frequentava: i salotti dei Memmo, degli Zaguri, dei Pisani. A casa di Pietro Zaguri conosce, sul finire del 1774, il non più giovane Giacomo Casanova e in analoghe circostanze, presso Bernardo Memmo, nel 1776 incontra Lorenzo Da Ponte; con entrambi stringe un rapporto di sincera amicizia.
Ormai nel pieno della carriera teatrale, nel 1778 Antonio Salieri lo incarica di scrivere il libretto per un'opera buffa, rappresentata nel 1778 a Venezia e poi in altre città italiane, riscuotendo grande successo. La sua fama si fa sentire anche altrove: Joseph Schuster, compositore dell'elettore di Sassonia, gli chiede il permesso di musicare il dramma Bradamante, la cui "prima" si tenne a Padova nel 1779.
Nel 1780 festeggia l'elezione di Marco Giorgio Pisani procuratore di San Marco con un sonetto intitolato Il Patriottismo. Ma qualche tempo dopo il Pisani viene arrestato dal partito conservatore: Mazzolà, figurando tra i sostenitori, decide di lasciare Venezia e, grazie all'appoggio del Salieri e dello Schuster, si trasferisce a Dresda come poeta di corte di Federico Augusto III di Sassonia. Da diverse generazioni, infatti, la sua dinastia coltivava un profondo interesse per le arti, specialmente per la musica, circondandosi di personalità di spicco provenienti da tutta Europa. Di questo periodo Mazzolà ha lasciato ventuno libretti e un numero imprecisato di altri lavori.
Poco prima di partire per la Germania, il 10 giugno 1780 aveva sposato la romana Teresa Tomasini, vedova e con una figlia.
Morto nel 1790 l'imperatore Giuseppe II, gli successe il fratello Leopoldo II che licenziò l'ormai inviso Lorenzo Da Ponte, suo poeta di corte. Nell'attesa di un sostituto, che sarebbe stato Giovanni Bertati, chiese "in prestito" Mazzolà all'elettore di Sassonia. Non fu una parentesi gloriosa: in occasione dell'incoronazione di Leopoldo a re di Boemia, fu incaricato di "restaurare" La clemenza di Tito del Metastasio; nonostante l'apprezzamento di Mozart, che si occupò della musica, il lavoro non piacque assolutamente.
Tornato a Dresda, è nominato consigliere di corte ma, probabilmente mosso dalla nostalgia (e dal rigido clima della Germania, che ne aveva compromesso la salute), nel 1796 parte per Venezia e si stabilisce alla Madonna dell'Orto. Qui la sua attività continua, sebbene con meno intensità a causa dei ribaltamenti politici (la Serenissima cade nel 1797) che si riflessero anche nei gusti del pubblico.
L'ultimo suo lavoro è Il giuramento, una cantata scritta in occasione del matrimonio della nipote Virginia, figlia del fratello Antonio (6 marzo 1806). Qualche mese dopo muore, all'età di sessantuno anni, pressoché dimenticato.

## Considerazioni sull'artista
La maggior parte dei libretti di Mazzolà sono di stampo comico e furono scritti principalmente per i compositori che operavano a Dresda, come Johann Gottlieb Naumann, Joseph Schuster e Franz Seydelmann. Nel periodo in cui lavorò come poeta di corte a Dresda fu l'autore de La clemenza di Tito, opera lirica musicata da Wolfgang Amadeus Mozart nel 1791. Il libretto provvisorio sul quale lavorò era di Metastasio, che viene considerato come coautore del testo.
In virtù della sua prestigiosa posizione sociale, presentò nel 1783 Lorenzo da Ponte ad Antonio Salieri.

## Libretti
- Ruggiero (musicato da Pietro Alessandro Guglielmi, 1769)
- La scuola de' gelosi (musicato da Antonio Salieri, 1779)
- L'isola capricciosa (musicato da Giacomo Rust, 1780; musicato da Antonio Salieri come Il mondo alla rovescia, 1795)
- Elisa (musicato da Johann Gottlieb Naumann, 1781)
- Osiride (musicato da Johann Gottlieb Naumann, 1781)
- Il marito indolente (musicato da Joseph Schuster, 1782; musicato da Giacomo Rust, 1784)
- Il capriccio corretto (musicato da Franz Seydelmann, 1783)
- Il pazzo per forza (musicato da Joseph Schuster, 1785; musicato da Joseph Weigl, 1788)
- Tutto per amore (musicato da Johann Gottlieb Naumann, 1785)
- Il governante delle Isole Canarie (musicato da Agostino Accorimboni, 1785)
- Lo spirito di contradizione (musicato da Joseph Schuster, 1785)
- La villanella di Misnia (musicato da Franz Seydelmann, 1786)
- Il mostro, ossia Da gratitudine amore (musicato da Franz Seydelmann, 1786)
- Gli avari in trappola (musicato da Joseph Schuster, 1787)
- Il turco in Italia (musicto da Franz Seydelmann, 1788; musicato da Franz Xaver Süssmayr, 1794)
- Rübelzahl ossia Il vero amore (musicato da Joseph Schuster, 1789)
- Amore per oro (musicato da Franz Seydelmann, 1790)
- La dama soldato (musicato da Johann Gottlieb Naumann, 1791; musicato da Giuseppe Gazzaniga, 1792; musicato da Ferdinando Orlandi, 1806; musicato da Ferdinando Rutini, 1816)
- Il trionfo d'amore (musicato da Pierre Dutillieu, 1791)
- La clemenza di Tito (dopo Metastasio; musicato da Wolfgang Amadeus Mozart, 1791; musicato da Heinrich Marschner, 1816)
- Il servo padrone, ossia L'amor perfetto (musicato da Joseph Schuster, 1793; musicato da Niccolò Piccinni, 1794)
- Davide in Terebinto, figura del Salvatore (oratorio; musicato da Johann Gottlieb Naumann, 1794)
- La capricciosa ravveduta (musicato da Francesco Bianchi, 1794)
- L'avventuriere (musicato da Marcos António Portugal, 1795)
- Amor ingegnoso (musicato da Johann Simon Mayr, 1798)
- L'ubbidienza per astuzia (musicato da Johann Simon Mayr, 1798)
- Adria risorta (musicato da Michele Mortellari, 1806)